# 碓冰峠鐵道文化村

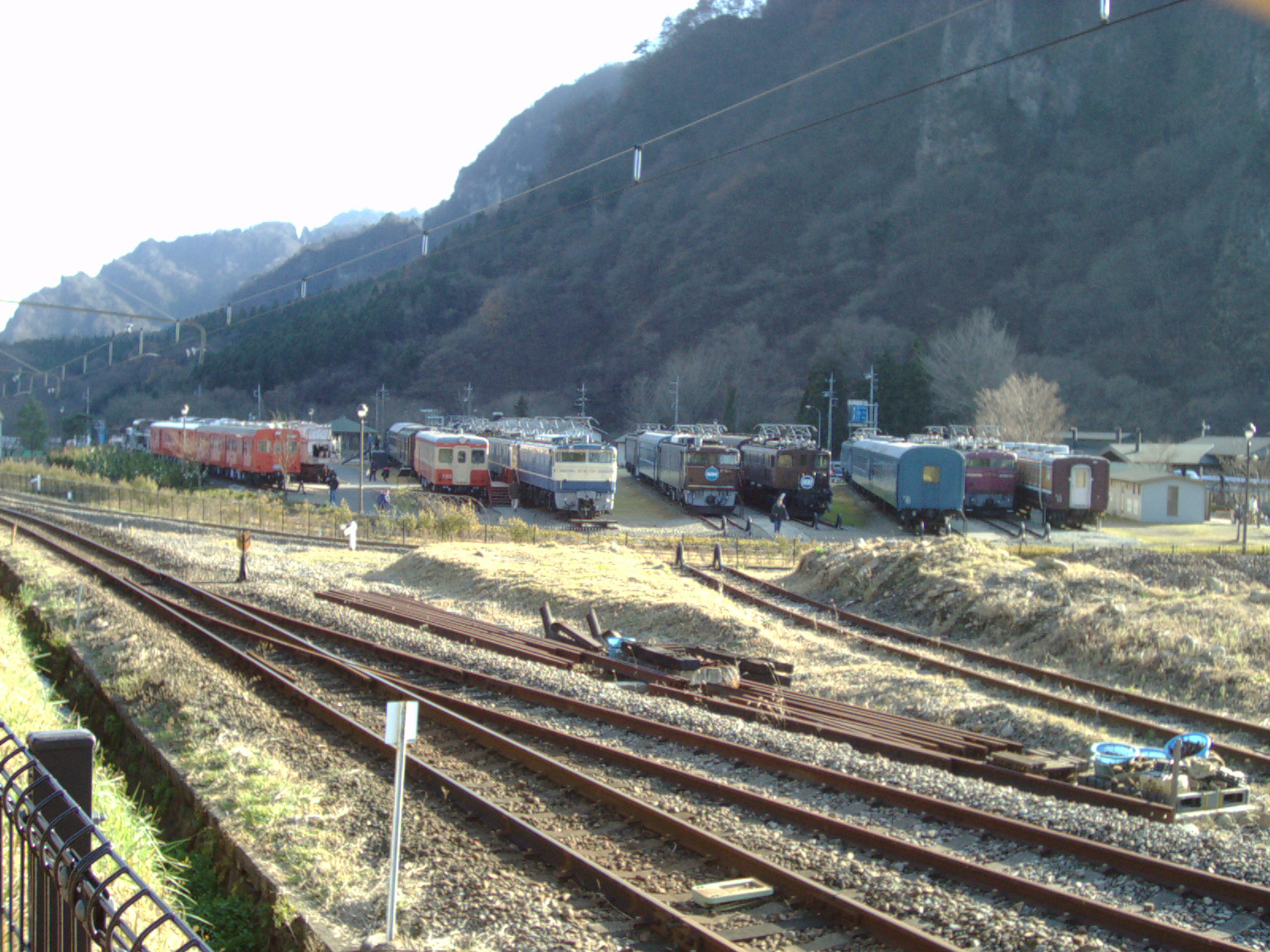
车辆展示区

碓冰峠鐵道文化村（日语：／），是位於日本群馬縣安中市松井田町，具主題公園性質的鐵路博物館。

## 概要
1997年10月1日，長野新幹線通車，並行的信越本線橫川車站至輕井澤車站路段廢線（輕井澤至篠之井車站路段則轉型成第三部門鐵道——信濃鐵道）。當地於1999年成立財團法人碓冰嶺交流紀念基金會（一般財団法人碓氷峠交流記念財団），利用橫川車站旁已停用的橫川運轉區用地籌設鐵道博物館。該館於1999年4月18日開幕營運。
由於信越本線的橫川至輕井澤間，長11.2公里路段，是坡度達千分之66.7的陡坡，需要輔助機車協助列車通過此路段。因此在橫川車站旁設橫川運轉區做為輔助機車的基地。此文化村的展示重點即在於此路段的歷史。

## 外部連結
- （日語）碓氷峠鉄道文化むら公式サイト （页面存档备份，存于）